# Felicia Wiedermann
Felicia Wiedermann (* 28. Januar 2002) ist eine deutsche Hockeyspielerin.

## Sportliche Karriere
Felicia Wiedermann begann beim Club an der Alster und wechselte dann nach Köln zum KTHC Stadion Rot-Weiss.
Wiedermann nahm von 2017 bis 2022 an 71 Länderspielen in den verschiedenen Altersklassen im Juniorinnen-Bereich teil. Ihre größten Erfolge waren der erste Platz bei der U19-Europameisterschaft 2021, der zweite Platz bei der U21-Weltmeisterschaft 2022 und der 1. Platz bei der U21-Europameisterschaft 2022. Bei den Olympischen Spielen 2024 in Paris belegte Wiedermann mit der deutschen Mannschaft in der Vorrunde den dritten Platz. Im Viertelfinale unterlagen die Deutschen den Argentinierinnen im Shootout.
2022 debütierte Felicia Wiedermann in der Nationalmannschaft. Sie bestritt 31 Länderspiele. (Stand 16. August 2024) 